# Danh sách bộ phim gốc của Disney Channel
Rất nhiều phim điện ảnh đã được sản xuất cho kênh truyền hình cáp Disney Channel, kể từ khi thành lập vào năm 1983. Những năm đầu, tên các phim này gọi là Phim chiếu lần đầu trên Disney Channel, và sau đó là Phim chiếu lần đầu. Cuối năm 1997 về sau, các bộ phim tương tự được mang mác Phim điện ảnh của Disney Channel (Disney Channel Original Movies - DCOM).
Đa số những phim thành công sẽ được phát hành dưới dạng VHS, DVD, hay gần đây hơn là Blu-Ray. Tuy nhiên, phần lớn phim trong kho tàng DCOM chưa từng được phát hành ở dạng video gia đình. Trước đây, DCOMs sẽ được phát hàng trên DVD vài tháng sau khi được chiếu trên Disney Channel nhưng kể từ phim Princess Protection Program được phát sóng thì các đĩa DVD của các phim DCOM được phát hành chỉ một tuần sau khi chiếu trên Disney Channel.
Bộ phim có buổi chiếu ra mắt với rating cao nhất thuộc về High School Musical 2 phát sóng vào tháng 8 năm 2007, thiết lập một kỷ lục truyền hình cáp với hơn 17 triệu người xem. Bộ phim có rating cao thứ hai đang được nắm giữ bởi Wizards of Waverly Place: The Movie với 13,6 triệu người xem. Một số bộ phim DCOM lớn bao gồm Camp Rock, The Cheetah Girls, Twitches, Halloweentown, và 3 phần phim của Zenon.
Những phim không còn được phát sóng trên Disney Channel được đánh dấu *. Chỉ có những phim với ngày phát sóng tại Mỹ cụ thể được liệt kê. Những phim đánh dấu ** chỉ ra những phim không được liệt kê hay quảng cáo là phim của Disney Channel.

## Phim chiếu lần đầu của Disney Channel

### 1983
1. Tiger Town (9 tháng 10 năm 1983)*

### 1984
1. Gone Are the Days (6 tháng 5 năm 1984)*
2. Love Leads the Way (7 tháng 10 năm 1984)*

### 1985
1. Lots of Luck (3 tháng 2 năm 1985)
2. The Undergrads (5 tháng 5 năm 1985)
3. The Blue Yonder (17 tháng 1 năm 1985)

### 1986
1. Help Wanted: Kids (2 tháng 2 năm 1986)
2. Mr. Boogedy (20 tháng 4 năm 1986)
3. Disney's Treasure Island (5 tháng 7 năm 1986)
4. The Parent Trap II (26 tháng 7 năm 1986)
5. Spot Marks the X (18 tháng 10 năm 1986)
6. Down the Long Hills (15 tháng 11 năm 1986)
7. Fluppy Dogs (27 tháng 11 năm 1986)

### 1987
1. Strange Companions (28 tháng 2 năm 1987)
2. Anne of Avonlea: The Continuing Story of Anne of Green Gables (19 tháng 5 năm 1987)
3. Not Quite Human (19 tháng 6 năm 1987)
4. The Christmas Visitor (5 tháng 12 năm 1987)

### 1988
1. Rock N Roll Mom (7 tháng 2 năm 1988)
2. Save the Dog (19 tháng 3 năm 1988)
3. Night Train to Kathmandu (5 tháng 6 năm 1988)
4. Ollie Hopnoodle's Haven of Bliss (6 tháng 8 năm 1988)
5. A Friendship in Vienna (27 tháng 8 năm 1988)
6. Good Old Boy (11 tháng 11 năm 1988)
7. Goodbye, Miss 4th of July (3 tháng 12 năm 1988)

### 1989
1. The Parent Trap III (tháng 4 năm 1989)
2. Not Quite Human II (23 tháng 9 năm 1989)
3. The Parent Trap: Hawaiian Honeymoon (tháng 11 năm 1989)

### 1990
1. Lantern Hill (27 tháng 1 năm 1990)
2. Chips, the War Dog (24 tháng 3 năm 1990)
3. Mother Goose Rock 'n' Rhyme (19 tháng 5 năm 1990)
4. Back Home (7 tháng 6 năm 1990)
5. The Little Kidnappers (17 tháng 8 năm 1990)
6. Back to Hannibal: The Return of Tom Sawyer and Huckleberry Finn (21 tháng 10 năm 1990)

### 1991
1. Bejewelled (20 tháng 1 năm 1991)
2. Perfect Harmony (31 tháng 3 năm 1991)
3. Mark Twain and Me (22 tháng 11 năm 1991)

### 1992
1. Still Not Quite Human (31 tháng 5 năm 1992)

### 1993
1. The Ernest Green Story (17 tháng 1 năm 1993)
2. Spies (7 tháng 3 năm 1993)
3. Heidi (18 tháng 7 năm 1993)
4. Hocus Pocus (16 tháng 7 năm 1993)
5. Airborne (17 tháng 9 năm 1993)

### 1994
1. On Promised Land (17 tháng 4 năm 1994)
2. The Whipping Boy (31 tháng 7 năm 1994)

### 1995
1. The Old Curiosity Shop (13 tháng 3 năm 1995)
2. Escape to Witch Mountain (29 tháng 4 năm 1995)
3. The Four Diamonds (12 tháng 8 năm 1995)

### 1996
1. The Little Riders (24 tháng 3 năm 1996)
2. Nightjohn (1 tháng 6 năm 1996)
3. Susie Q (1996)
4. Wish Upon A Star (1996)

### 1997
1. The Paper Brigade (25 tháng 2 năm 1997)

### 2010
1. Harriet the Spy: Blog Wars (26 tháng 3 năm 2010)
2. 16 Wishes (25 tháng 6 năm 2010)

## DCOM (Disney Channel Original Movie)

### 1997
1. Northern Lights (23 tháng 8 năm 1997)*
2. Under Wraps (25 tháng 10 năm 1997)*

### 1998
1. You Lucky Dog (27 tháng 6 năm 1998)*
2. Brink! (29 tháng 8 năm 1998)*
3. Halloweentown (17 tháng 10 năm 1998)

### 1999
1. Zenon: Girl of the 21st Century (23 tháng 1 năm 1999)
2. Can of Worms (10 tháng 4 năm 1999)*
3. The Thirteenth Year (15 tháng 5 năm 1999)
4. Smart House (26 tháng 6 năm 1999)
5. Johnny Tsunami (24 tháng 7 năm 1999)
6. Genius (21 tháng 8 năm 1999)*
7. Don't Look Under the Bed (9 tháng 10 năm 1999)*
8. Horse Sense (20 tháng 11 năm 1999)*

### 2000
1. Up, Up, and Away (22 tháng 1 năm 2000)
2. The Color of Friendship]] (5 tháng 2 năm 2000)
3. Alley Cats Strike (18 tháng 3 năm 2000)*
4. Rip Girls (22 tháng 4 năm 2000)*
5. Miracle in Lane 2 (13 tháng 5 năm 2000)*
6. Stepsister from Planet Weird (17 tháng 6 năm 2000)*
7. Ready to Run (14 tháng 7 năm 2000)*
8. Quints (18 tháng 8 năm 2000)
9. The Other Me (8 tháng 9 năm 2000)*
10. Mom's Got a Date with a Vampire (13 tháng 10 năm 2000)
11. Phantom of the Megaplex (10 tháng 11 năm 2000)
12. The Ultimate Christmas Present (1 tháng 12 năm 2000)

### 2001
1. Zenon: The Zequel (12 tháng 1 năm 2001)
2. Motocrossed (16 tháng 2 năm 2001)
3. The Luck of the Irish]] (9 tháng 3 năm 2001)
4. Hounded (13 tháng 4 năm 2001)
5. Jett Jackson: The Movie (8 tháng 6 năm 2001)*
6. The Jennie Project (13 tháng 7 năm 2001)*
7. Jumping Ship (17 tháng 8 năm 2001)*
8. The Poof Point (14 tháng 9 năm 2001)*
9. Halloweentown II: Kalabar's Revenge (12 tháng 10 năm 2001)
10. 'Twas the Night (7 tháng 12 năm 2001)*

### 2002
1. Double Teamed (18 tháng 1 năm 2002)
2. Cadet Kelly (8 tháng 3 năm 2002)
3. Tru Confessions (5 tháng 4 năm 2002)
4. Get a Clue (28 tháng 6 năm 2002)
5. Gotta Kick It Up! (26 tháng 7 năm 2002)
6. A Ring of Endless Light (23 tháng 8 năm 2002)*
7. The Scream Team (4 tháng 10 năm 2002)*

### 2003
1. You Wish! (10 tháng 1 năm 2003)
2. Kim Possible Movie: A Sitch in Time (28 tháng 1 năm 2003)
3. Right on Track (21 tháng 3 năm 2003)
4. The Even Stevens Movie (13 tháng 6 năm 2003)
5. Eddie's Million Dollar Cook-Off (17 tháng 7 năm 2003)
6. The Cheetah Girls (15 tháng 8 năm 2003)
7. Full-Court Miracle (21 tháng 11 năm 2003)

### 2004
1. Pixel Perfect (16 tháng 1 năm 2004)
2. Going to the Mat (19 tháng 3 năm 2004)
3. Zenon: Z3 (11 tháng 6 năm 2004)
4. Stuck in the Suburbs (16 tháng 7 năm 2004)
5. Tiger Cruise (6 tháng 8 năm 2004)
6. Halloweentown High (8 tháng 10 năm 2004)

### 2005
1. Now You See It... (14 tháng 1 năm 2005)
2. Buffalo Dreams (11 tháng 3 năm 2005)
3. Kim Possible Movie: So the Drama (8 tháng 4 năm 2005)
4. Go Figure (10 tháng 6 năm 2005)
5. Life Is Ruff (15 tháng 7 năm 2005)
6. The Proud Family Movie (12 tháng 9 năm 2005)
7. Twitches (14 tháng 10 năm 2005)
8. The Chronicles of Narnia: The Lion, the Witch and the Wardrobe [Ngày 08 tháng 12 năm 2005 (Vương quốc Anh)

09 Tháng 12 năm 2005 (Hoa Kỳ)]

### 2006
1. High School Musical (20 tháng 1 năm 2006)
2. Cow Belles (24 tháng 3 năm 2006)
3. Wendy Wu: Homecoming Warrior (16 tháng 6 năm 2006)
4. Read It and Weep (21 tháng 7 năm 2006)
5. The Cheetah Girls 2 (25 tháng 8 năm 2006)
6. Return to Halloweentown (20 tháng 10 năm 2006)

### 2007
1. Jump In! (12 tháng 1 năm 2007)
2. Johnny Kapahala: Back on Board (8 tháng 6 năm 2007)
3. High School Musical 2 (17 tháng 8 năm 2007)
4. Twitches Too (12 tháng 10 năm 2007)

### 2008
1. Minutemen (25 tháng 1 năm 2008)
2. Camp Rock (20 tháng 6 năm 2008)
3. The Cheetah Girls: One World (22 tháng 8 năm 2008)

### 2009
1. Dadnapped (16 tháng 2 năm 2009)
2. Hatching Pete (30 tháng 4 năm 2009)
3. Princess Protection Program (26 tháng 6 năm 2009)
4. Wizards of Waverly Place: The Movie (28 tháng 8 năm 2009)

### 2010
1. Avalon High (12 tháng 1 năm 2010)
2. Starstruck (14 tháng 2 năm 2010)
3. Den Brother (13 tháng 8 năm 2010)
4. Camp Rock 2: The Final Jam (3 tháng 9 năm 2010)

### 2011
1. The Suite Life Movie (25 tháng 3 năm 2011)
2. Lemonade Mouth (15 tháng 4 năm 2011)
3. Sharpay's Fabulous Adventure (22 tháng 5 năm 2011)
4. Phineas and Ferb the Movie: Across the Second Dimension (5 tháng 8 năm 2011)
5. Geek Charming (11 tháng 11 năm 2011)
6. Wizards of Waverly Place: The Movie 2 (2011)
7. Good Luck Charlie: The Movie, It's Christmas! (2 tháng 12 năm 2011)

### 2012
1. Frenemies (13 tháng 1 năm 2012)
2. Radio Rebel (17 tháng 2 năm 2012)
3. Let It Shine (15 tháng 6 năm 2012)
4. Girl vs. Monster (12 tháng 10 năm 2012)

### 2013
1. Teen Beach Movie (19 tháng 7 năm 2013)

### 2014
1. Cloud 9 (17 tháng 1 năm 2014)
2. Zapped (27 thàng 6 năm 2014)
3. How to Build a Better Boy (15 tháng 8 năm 2014)

### 2015
1. Bad Hair Day (13 tháng 2 năm 2015)
2. Teen Beach 2 (26 tháng 6 năm 2015)
3. Descendants (31 tháng 7 năm 2015)
4. Invisible Sister (9 tháng 10 năm 2015)

### 2016
1. Adventures in Babysitting (24 tháng 6 năm 2016)
2. The Swap (7 tháng 10 năm 2016)

### 2017
1. Tangled: Before Ever After (10 tháng 3 năm 2017)
2. Descendants 2 (21 tháng 7 năm 2017)

### 2018
1. Zombies (16 tháng 2 năm 2018)
2. Freaky Friday (10 tháng 8 năm 2018)

### 2019
1. Kim Possible (15 tháng 2 năm 2019)
2. Descendants 3 (2 tháng 8 năm 2019)

### 2020
1. Zombies 2 (14 tháng 2 năm 2020)
2. Upside-Down Magic (31 tháng 7 năm 2020)

### 2021
1. Spin (13 tháng 8 năm 2021)
2. Under Wrap (1 tháng 10 năm 2021)
3. Christmas...Again?! (3 tháng 12 năm 2021)

### 2022
1. Zombies 3 (12 tháng 8 năm 2022, (Disney+) 25 tháng 7 năm 2022)
2. Under Wrap 2 (25 tháng 9 năm 2022)

### 2025
1. Zombies 4: Dawn of the Vampires (10 tháng 7 năm 2025)

## Disney Original Movie

### 2023
1. Prom Pact (30 tháng 3 năm 2023)
2. The Slumber Party (27 tháng 6 năm 2023)
3. The Naughty Nine (22 tháng 11 năm 2023)

### 2024
1. Big City Greens the Movie: Spacecation (6 tháng 6 năm 2024)
2. Descendants: The Rise of Red (9 tháng 8 năm 2024)

## Top 20 phim của Disney Channel có lượt xem cao nhất
1. High School Musical 2 (17,2 triệu người xem)[1]
2. Wizards of Waverly Place: The Movie (13,6 triệu người xem)[2]
3. Camp Rock (8,9 triệu người xem)[3]
4. Princess Protection Program (8,5 triệu người xem)
5. Jump In! (8,2 triệu người xem)[4]
6. The Cheetah Girls 2 (8.1 triệu người xem)
7. Camp Rock 2: The Final Jam (7.9 triệu người xem)[5]
8. Cadet Kelly (7.8 triệu người xem)[6]
9. Return to Halloweentown (7.8 triệu người xem)[7]
10. High School Musical (7.7 triệu người xem)
11. Twitches (7.0 triệu người xem)
12. Twitches Too (6.9 triệu người xem)
13. Minutemen (6.5 triệu người xem)
14. The Cheetah Girls (6.5 triệu người xem)
15. The Cheetah Girls: One World (6.2 triệu người xem)
16. Starstruck (6.0 triệu người xem)
17. Cow Belles (5.8 triệu người xem)
18. Wendy Wu: Homecoming Warrior (5.7 triệu người xem)
19. 16 Wishes (5.6 triệu người xem)
20. Read It and Weep (5.6 triệu người xem)